# Элеонора Английская (королева Кастилии)
Элеоно́ра Англи́йская (13 октября 1162 — 31 октября 1214) — королева Кастилии и Толедо, жена Альфонсо VIII. Родителями Элеоноры были Генрих II Плантагенет и Алиенора Аквитанская.

## Биография

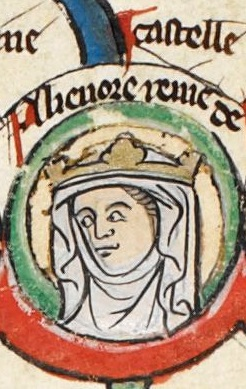
Элеонора

Элеонора родилась в замке Домфрон, в Нормандии, и была крещена Анри де Марси. Она была шестым ребёнком и второй дочерью короля Генриха II и Алиеноры, герцогини Аквитании. Ей дали такое имя в честь матери, чьё имя «Элеонора» (или Алиенора) раньше не встречаемое, возможно связано с греческим именем Елена. По другой версии, оно происходит из окситанского языка, и Элеонора просто значит «другая Аэнор», то есть Элеонора Аквитанская получила своё имя от своей матери, которую звали Аэнор.

## Семья

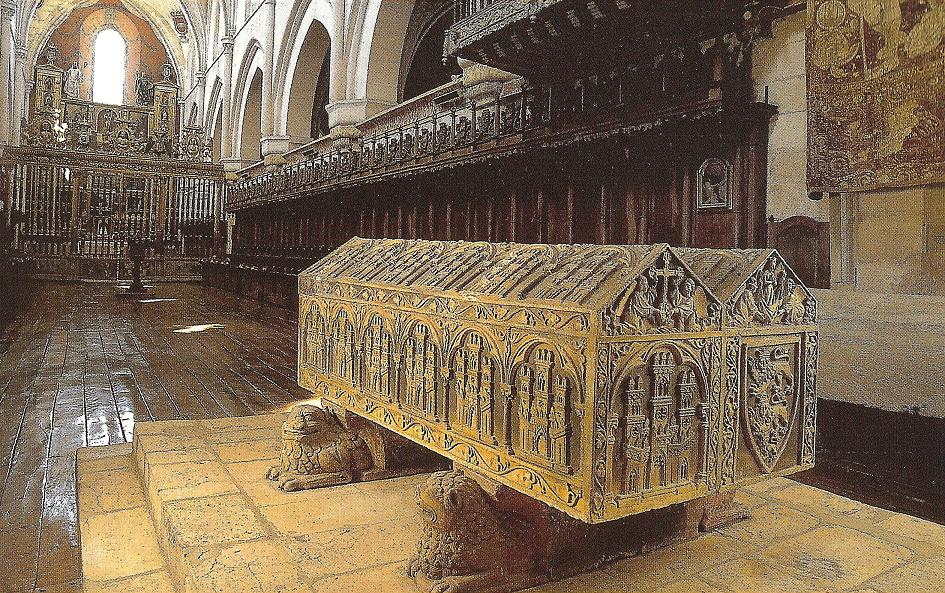
Гробница Альфонсо VIII и Элеоноры Английской в монастыре Лас Уэльгас в Бургосе

Элеонора была младшей единоутробной сестрой Марии Шампанской и Алисы Французской. Также была младшей родной сестрой Вильяма, Генриха Молодого, Матильды Плантагенет, Ричарда I Львиное Сердце и Джеффри II Плантагенета, герцога Бретани. Она была также старшей сестрой королевы Иоанны Английской и короля Иоанна Безземельного.

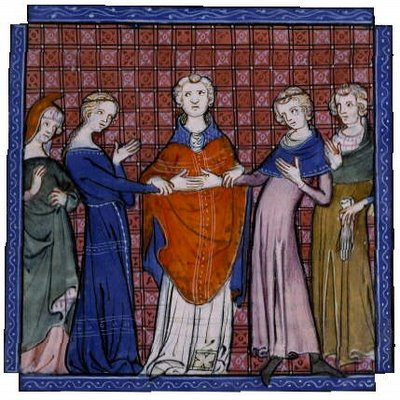
Обручение Альфонсо Кастильского и Элеоноры Плантагенет

## Дети
Выжившие дети от брака Элеоноры и Альфонсо VIII:
- Беренгария Великая (1180—1246), королева Кастилии
- Санчо (1181—?)
- Санча (1182—1184)
- Уррака (1186—1220) Жена Альфонсо II Португальского.
- Бланка Кастильская (1188—1252), жена Людовика VIII, короля Франции.
- Фердинанд (1189—1211)
- Мафальда (1191—1204)
- Элеанора (1200[4]—1244) Жена Хайме I Арагонского.
- Констанса (ок. 1202[4]—1243)
- Энрике I (1204—1217), преемник Альфонсо VIII на королевском престоле Кастилии.